# Num (ö)
Num (indonesiska  Mios Num eller Pulau Miosnum) är en ö bland Schoutenöarna som tillhör Indonesien i västra Stilla havet.

## Geografi
Num-ön är en del av provinsi (provins) Papua längst österut i Indonesien och ligger ca 2.800 km nordöst om Djakarta och cirka 50 sydväst om huvudön Biak. Dess geografiska koordinater är 1°30′ S och 135°13′ Ö.
Ön är av vulkaniskt ursprung och har en area om ca 84 km². Den högsta höjden är på ca 450 m ö.h. Num täcks till stor del av regnskog.
Förvaltningsmässigt ingår Num i "kabupaten" (distrikt) Yapen Waropen.

## Historia
Num och de närliggande öarna upptäcktes av nederländske kapten Willem Corneliszoon Schouten och Jacob Le Maire 1616.
Under andra världskriget ockuperades området 1942 av Japan och återtogs av USA 1944. Därefter återgick ön till nederländsk överhöghet fram till Indonesiens självständighet.